# Isaac Grecul
Isaac Grecul (în rusă Грекул Исаак Демьянович; n. 30 mai 1906, Lunga, gubernia Herson, Imperiul Rus – d. 1992, Chișinău, Republica Moldova) a fost un scriitor și critic literar sovietic moldovean.

## Biografie
S-a născut în satul Lunga din ținutul Tiraspol, gubernia Herson, Imperiul Rus (azi în Transnistria, R. Moldova), într-o familie de țărani. A absolvit școala primară din satul natal și școala secundară în Dubăsari. Câțiva ani a lucrat în sat ca secretar al sovietului sătesc.
A început să fie publicat la mijlocul anilor 1920. O serie de poezii și nuvele ale sale au fost publicate la editurile „Plugarul Roșu”, „Moldova Literară”, „Octombrie”. Mai târziu, încearcă stiloul de critic literar.
În 1928 a absolvit Școala sovietică de partid din Balta (pe atunci capitala RASS Moldovenești), fiind repartizat în funcția de secretar a redacției ziarului Plugarul Roșu.
În 1931 a intrat la Institutul de Jurnalism din Harkov, la sfârșitul anului 1934 a revenit la locul său anterior de muncă.
Ulterior, lucrează în redacția ziarului Moldova Socialistă, mai târziu, este director al Editurii de Stat a RSS Moldovenești și al editurii „Știința”, conduce redacția editurii „Cartea Moldovenească”.
În anii 1941-1945, a participat la războiul germano-sovietic, fiind distins cu ordine și medalii. După război, cercetează literatura clasică moldovenească.
Pe parcursul carierei a publicat, împreună cu articolele sale introductive: în anii 1953, 1958, 1966 – lucrări alese ale scriitorului Alexandru Donici, 1954 – lucrări alese ale fabulistului basarabean Ion Sîrbu, 1957 – lucrări alese ale lui Constantin Stamati, ultima fiind publicată și în rusă.
În 1966, împreună cu Gheorghe Bogaci, completează și republică studiul literar „Alexandru Donici”.
Lucrările sale sunt dedicate relațiilor culturale și literare ucraineano-moldovenești de-a lungul veacurilor. Împreună cu Iosif Vartician și Constantin Popovici a fost membru al echipei de autori a colecției „Pagini de prietenie” din 1958, cu relatări despre relațiile culturale moldo-ucraineano-ruse. În 1960, a fost publicată lucrarea sa despre relațiile literare moldo-ruse cu genericul „Lumina vine de la Moscova”.